# 喷泉客栈 (南卡罗来纳州)
喷泉客栈（英文：Fountain Inn），是美国南卡罗来纳州下属的一座城市。城市类型是“City”。其面积大约为7.92平方英里（20.51平方公里）。根据2010年美国人口普查，该市有人口7,799人，人口密度约为每平方 英里984.6人（约合每平方公里380.17人）。